# Trioxid de sulf
Trioxidul de sulf  este anhidrida acidului sulfuric, având formula chimică SO3. Compusul se prezintă sub forma unor cristale aciculare, incolore, foarte higroscopice, având o reacție violentă cu apa. Trioxidul de sulf inspirat are un efect iritant, deoarece în contact cu mucoasa respiratorie apare acid sulfuric, care poate produce  edem pulmonar.
Este un reactant electrofil.

## Obținere
Trioxidul de sulf se poate obține prin oxidarea dioxidului de sulf, care are loc la temmperatura de 420 °C , în prezența pentoxidului de vanadiu cu rol de catalizator. 
Trioxidul de sulf care rezultă sub formă gazoasă, va fi condensat prin răcire. Trebuie respectată temperatura lui de depozitare, deoarece punctul de fierbere este aproape de punctul de solidificare. 
Prin distilarea trioxidului de sulf se obține oleum, care este un produs intermediar în tehnologia de producere a acidului sulfuric. Pentru obținerea unor cantități mai mici de trioxid de sulf, se utilizează metoda  distilării din pentoxid de fosfor în combinație cu acidul sulfuric.

## Utilizare
Este un reactiv cu rol esențial pentru sulfonare.
1.Obținerea acidului sulfuric:
{\displaystyle \mathrm {SO_{3}+H_{2}O\longrightarrow H_{2}SO_{4}} }
2.Acidul se dizolvă mai ușor în apă, oleumul fiind combinat cu apa:
{\displaystyle \mathrm {SO_{3}+H_{2}SO_{4}\longrightarrow H_{2}S_{2}O_{7}} }
{\displaystyle \mathrm {H_{2}S_{2}O_{7}+H_{2}O\longrightarrow 2\ H_{2}SO_{4}} }
3.Obținerea acidului fluorosulfonic:
{\displaystyle \mathrm {SO_{3}+HF\longrightarrow FSO_{3}H} }
4.Cu alcoolii dă naștere la acizi alchil-sulfurici
{\displaystyle \mathrm {SO_{3}+R\!-\!OH\ \longrightarrow \ R\!-\!SO_{4}H} }
5.Servește la producerea tensidelor:
{\displaystyle \mathrm {SO_{3}+C_{12}H_{23}\!-\!OH\ \longrightarrow \ C_{12}H_{23}\!-\!SO_{4}H} }